# Kuntoji, Muddebihal
Kuntoji là một làng thuộc tehsil Muddebihal, huyện Bijapur, bang Karnataka, Ấn Độ.